# Рюкзак

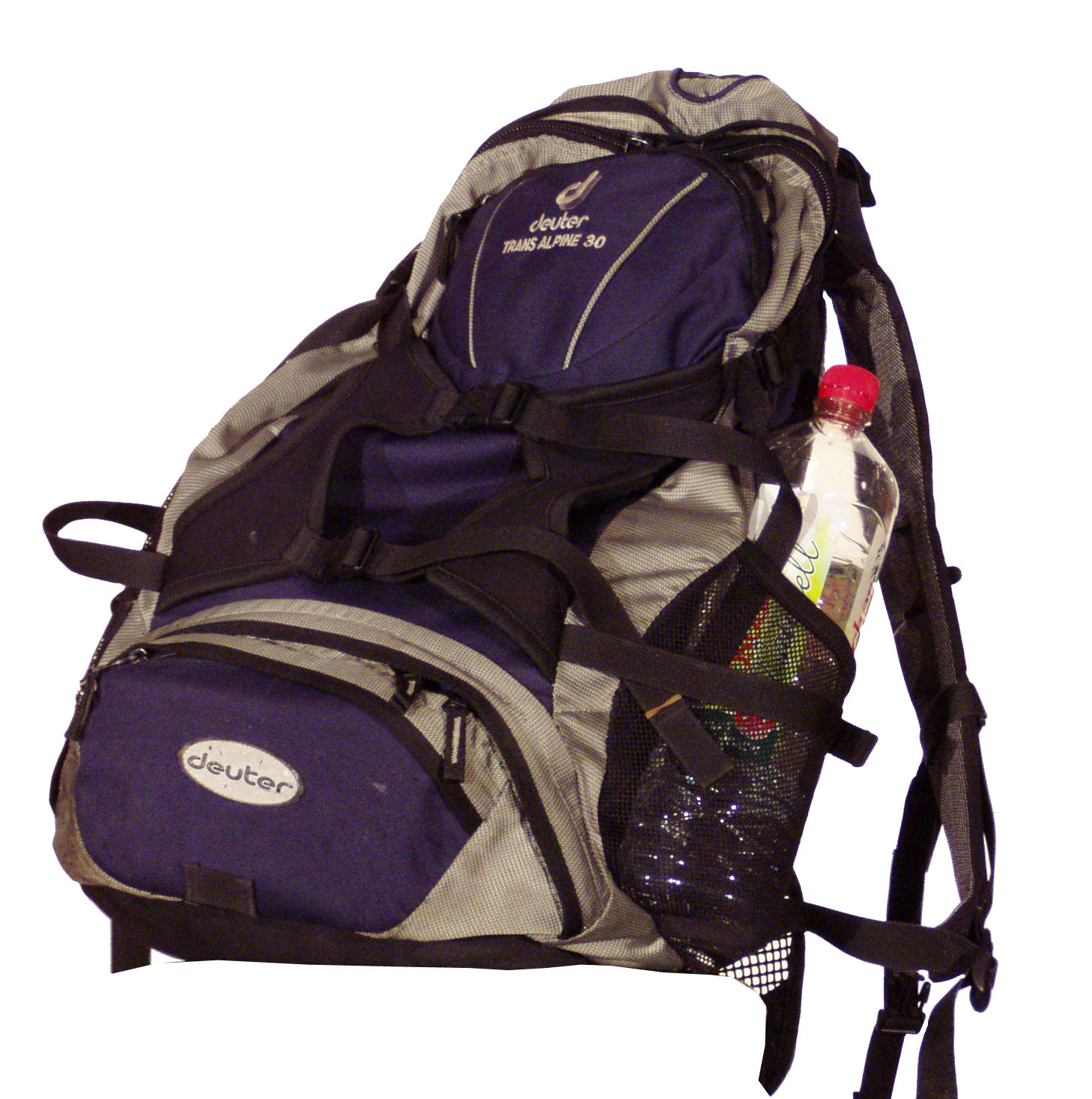
Сучасний наплічник

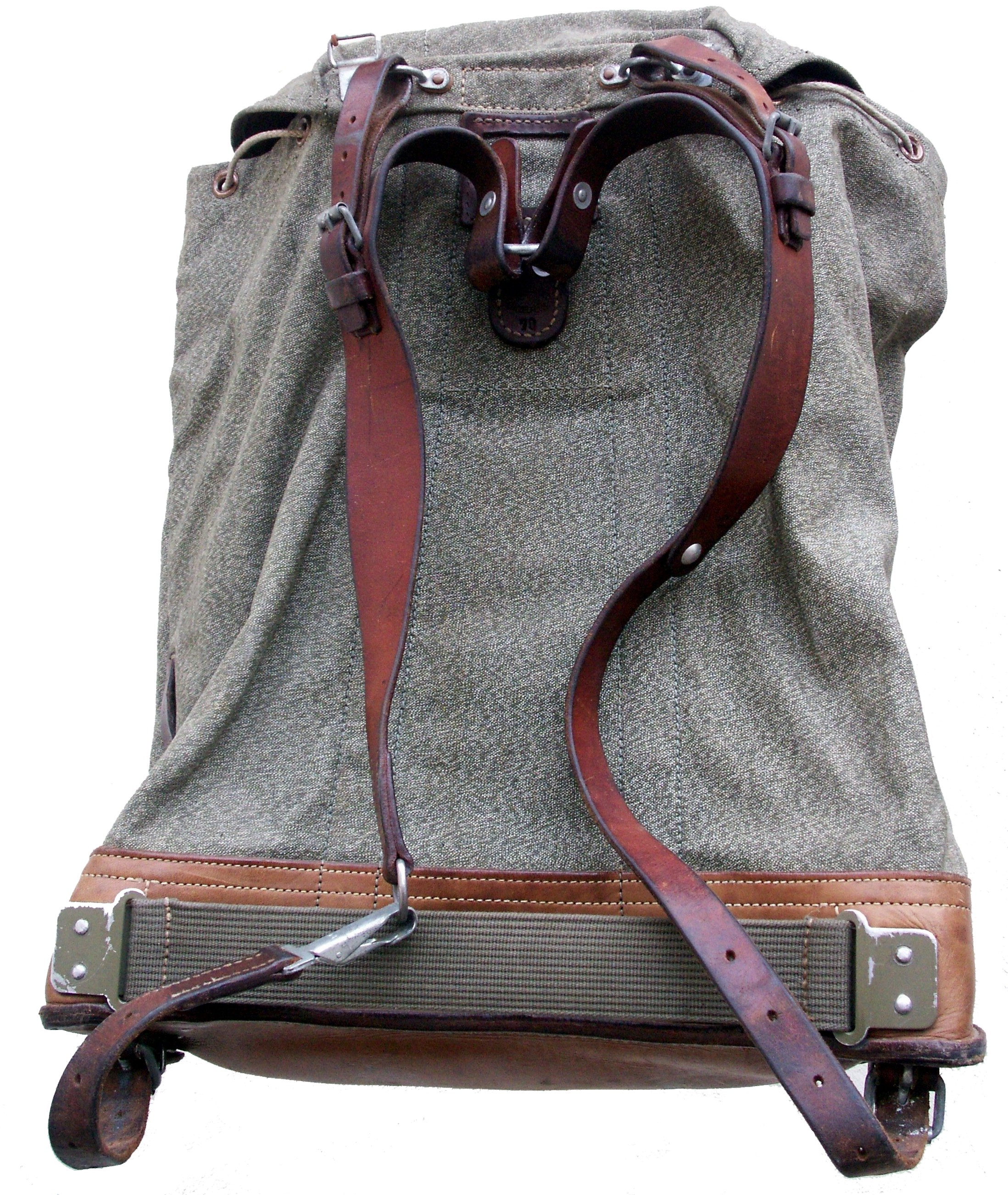
Рюкзак Швейцарської армії, з інтегрованим каркасом; прибл. 1960 рік.

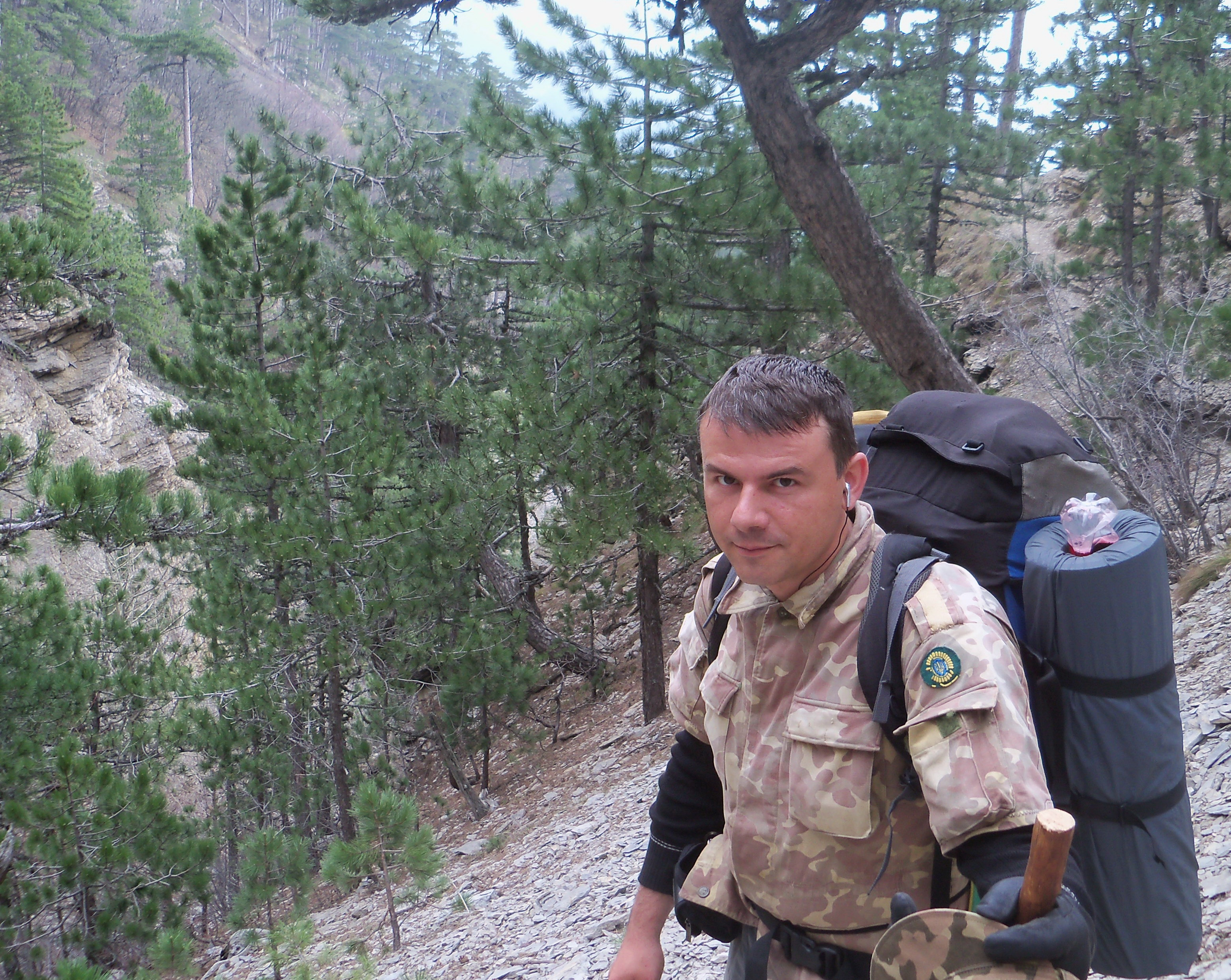
Турист з рюкзаком на пішохідному маршруті. Крим.

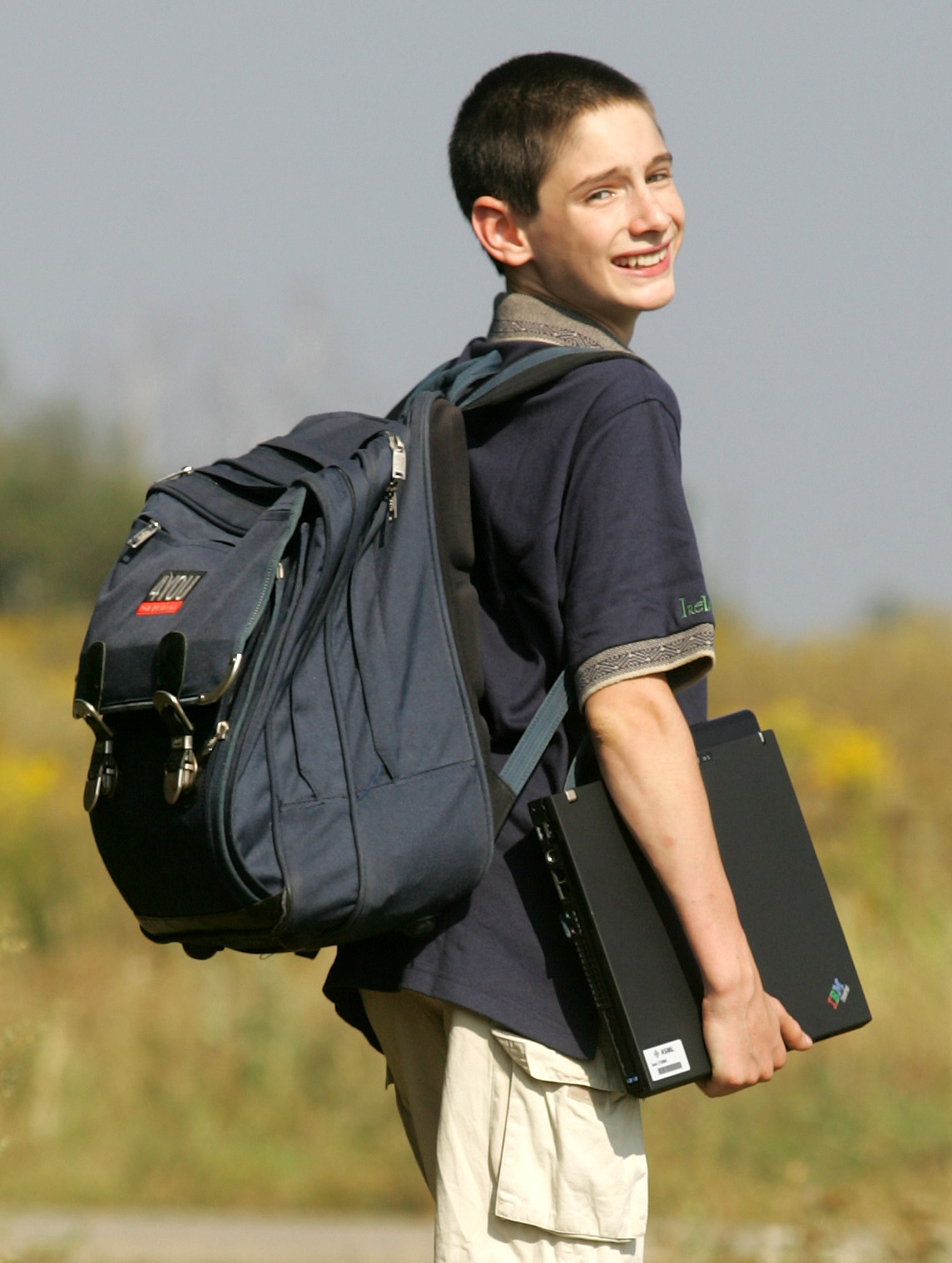
Школяр з наплічником.

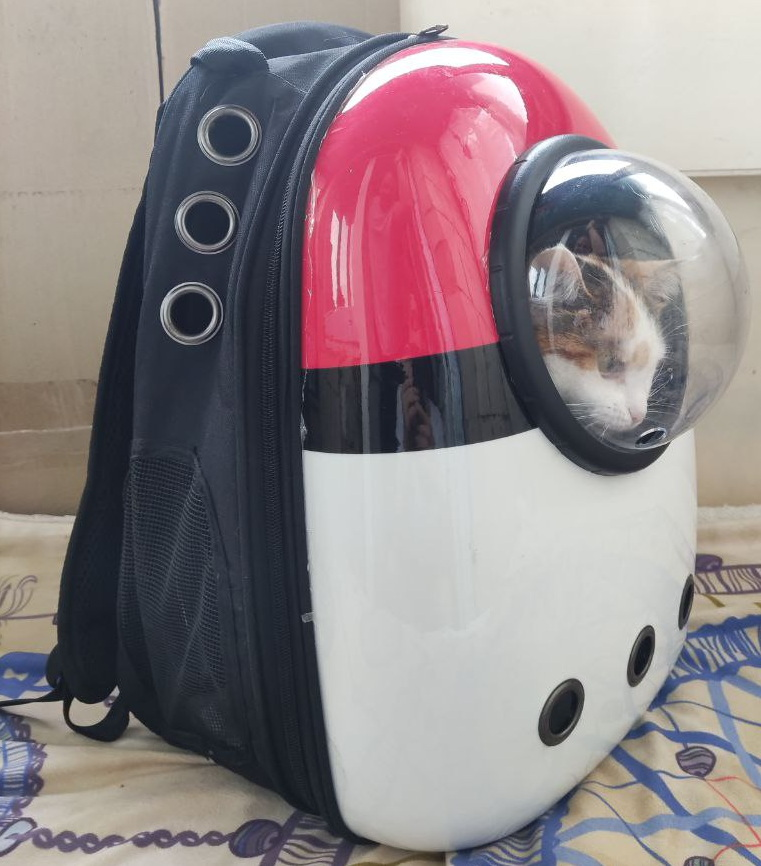
Кішка у наплічнику для транспортування

Рюкза́к або наплі́чник, також вживається наплечник — спеціальна сумка для тривалого перенесення на спині важких багажів, продуктів, речей. Слово «рюкзак» походить від нім. Rucksack, утвореного від Rücken («спина») та Sack («мішок, сумка»). Слово «наплічник», поширене в західних регіонах України, близьке до польського «plecak»[джерело?].
Рюкзак має дві лямки для кріплення на плечах, а деякі моделі — одну косу лямку. Великі рюкзаки, що використовуються для перенесення більшого об'єму речей (більшої маси), зазвичай зменшують навантаження на плечі за допомогою додаткового поясу навколо талії. Також є моделі, що містять нагрудний пояс з системою fast.
Сучасні рюкзаки мають об'єм від 5 до 140 літрів, виготовлені з синтетичних тканин і забезпечені підвісною системою (лямки, поясний ремінь і «спина»). Лямки та поясний ремінь, як правило, досить широкі, м'які та пружні, «спина» має армувальні елементи з легких міцних матеріалів, що переносять частину ваги з плечей на пояс. Така підвісна система забезпечує більш комфортне носіння рюкзака. Завдяки особливостям форми такі рюкзаки часто називають «анатомічними», оскільки вони краще адаптуються до анатомії людини.

## Призначення
- Туристичні. використовують для перенесення особистих речей, товарів та спорядження в поході. Розрізняються за об'ємом та призначенням. Є для одноденних походів, трекінгові, експедиційні, спеціальні тощо.
- Альпіністські (штурмові) рюкзаки — рюкзаки, призначені для використання під час альпіністських сходжень[4].
- Велосипедні. Для подорожей на велосипеді, мотоциклі. Можуть бути заплічними (що носяться звичайним способом) і багажними («штани», що розміщуються на велобагажнику). Багажні велорюкзаки — різновид сумок на багажник, оптимізовані для перевезення об'ємних вантажів на велику відстань.
- Військові (тактичні) рюкзаки. Загалом класифікація збігається з туристичними, але з урахуванням військового призначення. Можуть бути: одноденними (об'єм 20 літрів, такі рюкзаки піхотний підрозділ збирає за тривогою, якщо військова операція триватиме один-два дні), штурмовими (об'єм від 30 літрів, використовується піхотою та спеціальними підрозділами, але вже для тих операцій, які можуть тривати близько трьох днів)[5], рейдовими (об'ємом близько 50 літрів) — для використання під час завдань, що тривають 5-7 днів і більше. Загалом термін «тактичний рюкзак» має більше маркетинговий характер, таким чином можуть бути позначені навіть рюкзаки, які не використовуються військовими.
- Фрірайдні. Для спусків сніговими схилами на гірських лижах, сноуборді.
- Рюкзаки-переноски для домашніх тварин. Використовують для перенесення невеликих домашніх тварин. Вони також зручні для піших прогулянок з тваринами, шопінгу, автомобільних поїздок або візитів до ветеринара. Є добре вентильованими, зі зручним відділенням для вихованця. Деякі моделі рюкзаків-перенесення схвалені авіакомпаніями, тому їх можна використовувати під час перельотів.
- Міські. Невеликі (10–30 л) рюкзаки для повсякденного носіння особистих речей, ноутбука, планшетного комп'ютера, що замінюють собою сумку, портфель. Такі рюкзаки часто мають помітний зовнішній вигляд і є предметом моди. Серед міських рюкзаків можна виокремити кілька окремих груп.

- Спеціалізовані професійні — для інструментів, для ноутбука з приладдям, для фотообладнання.

- Жіночі та дитячі — власне, жіночі та дитячі сумочки з лямками для носіння на спині. Жіночі нерідко виготовляють із дорогих матеріалів, дитячі — з яскравих тканин із зображеннями героїв мультфільмів.

- Навчальні — рюкзак зі щільних синтетичних матеріалів, які добре тримають форму, нерідко мають яскраві кольори, кілька зовнішніх кишень, а їхній внутрішній об'єм розділений на секції для підручників, зошитів тощо.

- З антикрадійною функцією — такі рюкзаки зазвичай мають приховані відділи та стійкий від порізів каркас.

## Конструкція

Скульптура «Рюкзак» на геологічному факультеті Львівського університету.

За конструкцією (будовою) рюкзаки поділяються на дві категорії:
- без каркаса
- каркасні:
  - із зовнішнім каркасом,
  - із внутрішнім (інтегрованим) каркасом.

Каркас (рама) призначена для підтримки форми рюкзака та кращого розподілу ваги вантажу на тіло (зазвичай, переносячи більшу частину ваги на талію та стегна), аби вантаж не перевантажував плечі, не обмежував рухи та не завдавав пошкоджень надмірним навантаженням на лямки та ремінці. Більшість застібуються пряжками або блискавками.

### З каркасом

#### Із зовнішнім каркасом
У традиційному типі рюкзаків з каркасом використовується зовнішній каркас (використовуються для перенесення важких вантажів (понад 20 кг). У Радянському Союзі були поширені рюкзаки «Єрмак» (рос. Ермак), які мали зовнішню раму з алюмінію.

#### З внутрішнім (інтегрованим) каркасом
Інтегрований каркас (внутрішній каркас) є порівняно новою конструкцією рюкзаків. Внутрішній каркас винайшов у 1967 році Ґреґ Лове (англ. Greg Lowe). Рюкзак з інтегрованим каркасом має великий відділ, до якого кріпиться інтегрований каркас. Каркас зазвичай складається з пластмасових або металевих стержнів, адаптованих до анатомічних особливостей спини. Рюкзаки з інтегрованим каркасом мають додаткові конструкції для розподілу ваги та стабілізації. Моделі рюкзаків з інтегрованим каркасом майже повністю витіснили моделі із зовнішнім каркасом.

### Без каркаса
Це найпростіша схема рюкзака: сумка із двома наплічними лямками. Об'єм таких рюкзаків зазвичай не перевищує 50—60 літрів. Прості у виготовленні, мають невелику власну вагу та у складеному вигляді займають мало місця. Додатково можуть мати додаткові кишені, поясні та нагрудні ремені, розширені наплічні ремені, інколи — світловідбивні накладки (нашивки) для підвищення безпеки вночі. Часто безкаркасні рюкзаки використовують мандрівники на довгі дистанції, які дотримуються принципу «легка хода».

## Матеріали
Сучасні рюкзаки виготовляють переважно з синтетичних тканин: нейлону і поліестеру. Пряжки та елементи каркаса, як правило, пластикові або з легких алюмінієвих сплавів. Міські рюкзаки іноді виготовляють із джинсової або іншої натуральної тканини, штучної або натуральної шкіри, поєднують ці та інші матеріали.